# Lerista hobsoni
Lerista hobsoni — вид сцинкоподібних ящірок родини сцинкових (Scincidae). Ендемік Австралії. Описаний у 2016 році.

## Поширення і екологія
Lerista hobsoni мешкають у внутрішніх районах на північному сході Квінсленду, у верхів'ях басейну Бердекіна. Вони живуть в рідколіссях і саванах, серед пухкого ґрунту.

## Збереження
МСОП класифікує стан збереження цього виду як близький до загрозливого. Lerista hobsoni загрожує знищення природного середовища.